# DeepStateMap.Live
DeepStateMap.Live是一個公開來源情報互動式線上地圖。該地圖顯示自2022年俄羅斯全面入侵烏克蘭期間，俄羅斯和烏克蘭軍隊的軍事行動。該地圖由非營利、非政府組織「Deep State UA」於2022年2月24日（即入侵當天）建立。它定期更新，以反映前線變化、俄軍軍事編隊的動向以及戰爭中的其他重大事件，如莫斯科號巡洋艦沉沒事件。
在俄羅斯入侵烏克蘭之前，Deep State UA最初專注於即時通訊軟體Telegram上發布與全球新聞和政治相關的內容，並在此期間創建了第一個2021年塔利班攻勢期間全球衝突的線上地圖。Deep State UA團隊在與Google發生爭執後，不再使用通用的Google地圖背景，設計了自己的地圖背景和互動功能，從而將自己與類似的線上地圖區分開來。目前該地圖的來源混合了視覺資訊（照片或影片）和已確認的可靠來源。
Deep State UA團隊製作的地圖和其他軍事分析已被英国广播公司和乌克兰真理报等新聞媒體引用。截至2024年2月，該地圖的瀏覽量已超過10億次，成為烏克蘭最受歡迎的俄烏戰爭線上地圖，也是全球最流行的線上軍事地圖之一。

## 歷史

### Deep State UA
Deep State UA是由羅曼·波霍利（Roman Pohorily）和魯斯蘭·米庫拉（Ruslan Mykula）於2020年2月創建的非政府組織。初時，該組織專注於在即時通訊軟件Telegram發佈關於全球地緣政治、軍事的相關內容，包括2019冠状病毒病疫情、敘利亞內戰、佐治·弗洛伊德抗議、第二次納卡戰爭和2021年塔利班攻勢等事件。正是在2021年塔利班攻勢期間，該組織首次嘗試製作帶有動態戰線的線上地圖，該地圖可以隨著衝突的進展而更新。地圖管理員米庫拉在接受烏克蘭公共廣播Suspilne採訪時回憶說，曾經問過自己“為什麼不在烏克蘭建立同樣的東西？」。
在2021年—2022年俄烏危機中，該組織逐漸將重點轉向針對烏克蘭的新聞和分析；報告敵對行動並追蹤俄羅斯軍事裝備和人員在俄烏邊境一帶的動向，還有國際對危機的反應。全面入侵開始前幾個小時，Deep State UA的Telegram頻道訂閱人數首次突破10,000人。
Deep State UA的Telegram頻道因其在俄羅斯入侵烏克蘭之初的報道和分析而使到人氣大幅上升。該組織及其社區幫助駁斥了在戰爭初期衍生出的大量谣言，例如俄軍马卡洛夫海军上将号巡防舰「被擊沉」、烏軍的拜拉克塔尔TB2戰機被「全數摧毀」。
2024年3月13日，Deep State UA與烏克蘭國防部簽署合作備忘錄，雙方將會透過數據交換、以利用最新資訊加強烏軍的防禦能力。

### 地圖歷史

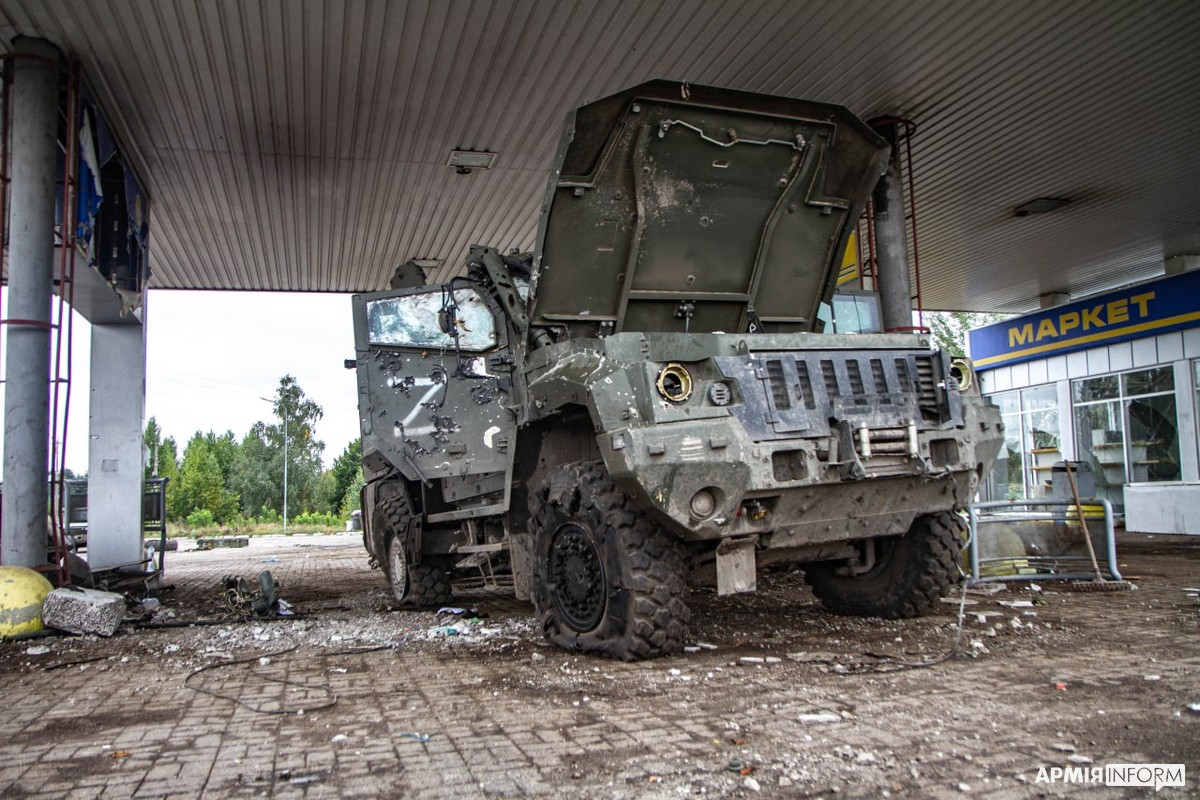
2022年9月，在烏克蘭軍隊重新奪回伊久姆期間，DeepStateMap地圖網站在30分鐘內達到了12萬名訪客的峰值

DeepStateMap.Live地圖是在俄羅斯全面入侵烏克蘭當天（2022年2月24日）建立的，該地圖最初是在Google地圖提供的「我的地圖」服務的基礎上建立的。但Google平台在3月底以「違反服務條款」為由將該地圖下架、禁用，從而實際上關閉了該網站；雖然該平台沒有具體地解釋該地圖如何「違反」條款，但營運地圖的Deep State UA團隊認為Google是在收到大量投訴、多次遭到俄國黑客攻擊之後，因為不想承擔發布此類資訊的責任而決定下架。Deep State UA團隊在下架之後的一週之內不斷嘗試恢復該地圖，然而均無功而返，在4月3日之前地圖的版本均已遺失。在原地圖被下架後，Deep State UA與其中一位新加入的程式設計師於3月27日推出了自主研發、並且沿用至今的地圖，並且正式將其命名為「DeepStateMap」。地圖最終在4月26日重新向公眾開放。
新版本地圖推出之後，由於其比Google地圖更加獨特的界面外观和更好的互動式功能，該地圖在烏克蘭更受歡迎；到了2022年6月，它已成為該國瀏覽量前23位的網站。然而在離開Google並且獨立託管地圖後，伺服器運行成本增加和安全性下降，並且不斷遭受網路攻擊；最大規模的一次DDoS攻擊發生在8月10日，該地圖在當天收到來自俄羅斯、中國、巴西、北韓等IP一共1300萬項請求，但Deep State UA團隊稱這些攻擊沒有造成任何影響。在烏克蘭軍隊在哈爾科夫反攻中奪回伊久姆和利曼兩座城市期間，該地圖的歡迎程度有所上升，並在30分鐘內達到了120,000名訪客的峰值，截至當天結束時一共有790萬名訪客瀏覽。Deep State UA團隊指該地圖每天平均約有300萬人次瀏覽量。2022年10月，該地圖的瀏覽量已超過2億次，使其成為烏克蘭最受歡迎的俄烏戰爭線上地圖，也是全球最流行的線上地圖之一。
如今，由大約100名志願者組成的Deep State UA團隊由兩位創始人領導；由於該組織沒有實體辦公室，他們利用自己的閒暇時間在家工作並透過Telegram與其他志願者進行交流。除了他們的地圖和Telegram頻道外，Deep State UA也在YouTube和推特上進行廣播，但由於他們在這些平台上花費的時間較少而沒有取得太大的成功。自2022年3月8日起，該組織進行眾籌活動以幫助烏克蘭及其武裝部隊，而截至2023年4月22日，該組織已經籌集總計超過300萬格里夫纳（81,277美元）的捐款。2024年2月19日，地圖網站再次遭到重大DDoS攻擊，但在18分鐘之後被解決。2024年2月22日，Deep State UA團隊宣布該地圖自發布以來瀏覽量已達10億次。

## 地圖特徵
DeepStateMap.Live地圖提供烏克蘭語及英語版本。地圖上被標記為深紅色的的領土由俄羅斯軍隊控制（自2022年全面入侵開始佔領的領土）；標記為淺藍色的領土為烏克蘭軍隊在兩週之內重奪的領土；標記為綠色的領土是在兩週之前被烏軍重奪的；標記為紫色的領土則是2014至2022年間被俄羅斯和兩個分離主義叛亂政權（頓涅茨克人民共和國和卢甘斯克人民共和国）佔領的烏克蘭法理領土；在烏克蘭以外地區被標為紅色的領土被俄羅斯佔領（如德涅斯特河沿岸、卡累利阿、车臣共和国和千島群島）；對於控制權存在爭議、沒有來源證實的領土，均一律以灰色標記。被標記為被解放（淺藍色／綠色）的領土，必須是在此前被俄羅斯長期佔領一段時間，僅僅是路過的不會被加入在內。地圖的早期版本將俄佔區以黑色標記，但此後已變為深紅色。
地圖的互動功能包括：允許用戶切換已知俄軍單位和艦隊位置的代表圖示、以及顯示俄軍攻勢的箭頭符號。地图還可以顯示俄羅斯在烏克蘭控制的主要鐵路線，以及烏克蘭境內外的俄佔指揮部和機場，而且也提供測量工具功能。通过屏幕左側的按鈕，用戶可以檢視烏克蘭及其周邊地區的天氣圖、整個烏克蘭的背景輻射、俄羅斯的戰壕網絡、過去48小時內俄羅斯和烏克蘭的核武數量、各式火砲的射程模擬、以及俄羅斯境內不明原因火災的地點。DeepStateMap.Live地圖在以前曾經有一個名叫「病原體」的功能，該功能允許用戶查看俄軍在烏克蘭被空拍的模糊圖像。

### 行動應用
Deep State UA於2023年3月2日在Google Play平台推出第一版的DeepStateMap行動應用程式，上架僅2天即有一萬人次下載。儘管在Apple公司提出反對意見、認為該地圖是有意歧視俄羅斯人的情況下，DeepStateMap的IOS版本還是在約兩個月後的4月29日被推出。有開發人員警告用戶Google Play平台上存在虛假程式版本，而Deep State UA團隊也提醒正版的DeepStateMap.Live應用程式不會存在廣告。

## 地圖來源
根據地圖管理員波霍利的說法，用於製作、更新地圖的來源包括—社交媒體上發布的照片和影片證據、身處於戰爭前線上的Telegram頻道追蹤者、俄佔區烏克蘭平民、以及負責確認資訊的烏克蘭軍方；對於僅自稱在該前線地區的人提供的消息，如果沒有視覺證據或烏克蘭武裝部隊總參謀部的確認，則會等到有類似的報告出現時，方會予以更新。而該團隊考慮到來自俄羅斯的來源普遍存在政治宣傳、假消息的情況，因此拒絕使用俄羅斯的消息來源。在Deep State UA團隊的大約100名志願者中，有60名負責事實查核。

### 實際情況
作為一個資訊更新稍有延遲、有時候不準確的開源情報網站，Deep State UA警告在規劃疏散路線、戰鬥區域或進行其他敏感和具體的軍事行動時不要使用該地圖。而且Deep State UA團隊在更新烏克蘭反攻的進度時，也有意地推遲地圖的更新，避免敵軍能及時反應、影響烏克蘭軍隊的推進，但有時地圖更新过快還是引起一些烏克蘭士兵的不滿。原本該地圖有意禁止來自俄羅斯的IP訪問，但該計劃不了了之；一名志願者稱其原因是有俄羅斯士兵利用DeepStateMap地圖向烏軍投降。米庫拉稱烏克蘭軍方讚揚了地圖在顯示前線狀況方面的平衡性，「不會急於說太多了，但也不至於落後太遠」。

## 媒體關注和引用
Deep State UA製作的資訊已被多家國際新聞媒體引用，包括烏克蘭電視新聞頻道24 Kanal、英國廣播公司（BBC）、烏克蘭英語線上報紙Euromaidan Press、美國商業雜誌《福布斯》、烏克蘭線上報紙《烏克蘭真理報》、波蘭俄語電視網Vot Tak。而且此地圖已被部分烏克蘭官員和專家引用，包括基辅国立经济大学副教授馬克西姆·奧布里讓、前烏克蘭總統辦公室顧問阿列克谢·阿列斯托维奇、和前烏克蘭國防部長阿列克西·列茲尼科夫。
另外，有關DeepStateMap地圖本身的新聞文章或對其創作者的訪談主要由烏克蘭國防部、烏克蘭國土防衛隊、24 Kanal、Lrytas.lt、自由欧洲电台／自由电台、烏克蘭國家電視廣播公司和烏克蘭獨立新聞社進行。

## 腳註

## 外部連結
- DeepStateMap.Live線上地圖 （页面存档备份，存于） （乌克兰語）（英文）
- Deep State UA官方網站 （页面存档备份，存于） （乌克兰語）（英文）
- DeepStateMap.Live的Telegram頻道 （页面存档备份，存于）